# Церква святого Архистратига Михаїла (Новостав)
Церква святого Архистратига Михаїла — чинна дерев'яна церква, пам'ятка архітектури місцевого значення, у селі Новостав Шумського району Тернопільщини. У церкві відбуваються почергові богослужіння парафій Шумського благочиння Тернопільської єпархії ПЦУ та Тернопільської єпархії УПЦ (МП).
Оголошена пам'яткою архітектури національного значення (охоронний номер 1602).

## Розташування
Церква святого Архистратига Михаїла розташована у центрі села Новостав, біля роздоріжжя, на горбку, в оточенні дерев.

## Історія
На місці сучасної церкви існувала вже дерев'яна 1786 року побудова, але вона згоріла у 1862 році. У 1865 році парафіяни села власним коштом збудували нову церкву з дерева, яка, ймовірно, дуже подібна до знищеної церкви. Церква була філіальною, приписана до парафіяльної церкви у селі Шумбар.

### Перехід з УПЦ МП до УПЦ КП
У 2014 році, після Революції Гідності, більшість парафіян у ході опитування висловилась за перехід до Київського патріархату. Так із 382 дорослих парафіян — 325 осіб висловились за перехід у юрисдикцію Української православної церкви Київського патріархату. Після чого почався конфлікт за церкву між прихильниками Київського та Московського патріархатів.
15 травня 2014 року парафіяни подали звернення щодо реєстрації статуту громади у новій редакції у Тернопільську ОДА. 6 червня 2014 року голова ОДА підписав розпорядження про реєстрацію статуту громади у новій редакції. Офіційно громада УПЦ (МП) перестала існувати, але де-факто продовжила діяти.
10 липня 2014 року прихильники Московського патріархату звернулись до Тернопільського обласного адміністративного суду з позовом проти ОДА та реєстраційної служби, проте муд не задовольнив їх вимоги.
15 березня 2016 року Львівський апеляційний адміністративний суд частково задовольнив позов громади Московського патріархату, відновивши її статус юридичної особи.
Тепер обидві громади служили надворі, а церква була опломбована. Згодом парафіяни погодилися на почергові Богослужіння.

## Архітектура
Церква тризрубна одноверха. Вівтар церкви орієнтований на південний схід, нава завершена низькою банею з ліхтарем та маківкою на вершечку. З півночі до вівтаря прибудована ризниця, з заходу при бабинці є невеликий присінок. Бічний вхід — з півдня до нави. Вікна в стінах церкви маленькі, майже всі тепер пластикові.
Дерев'яна двоярусна дзвіниця стоїть з південного сходу церкви. За одними даними збудована тоді ж коли і попередня церква, за іншими — постала разом з новою церквою. Тепер є пам'яткою архітектури місцевого значення.